# Schloss Liesing

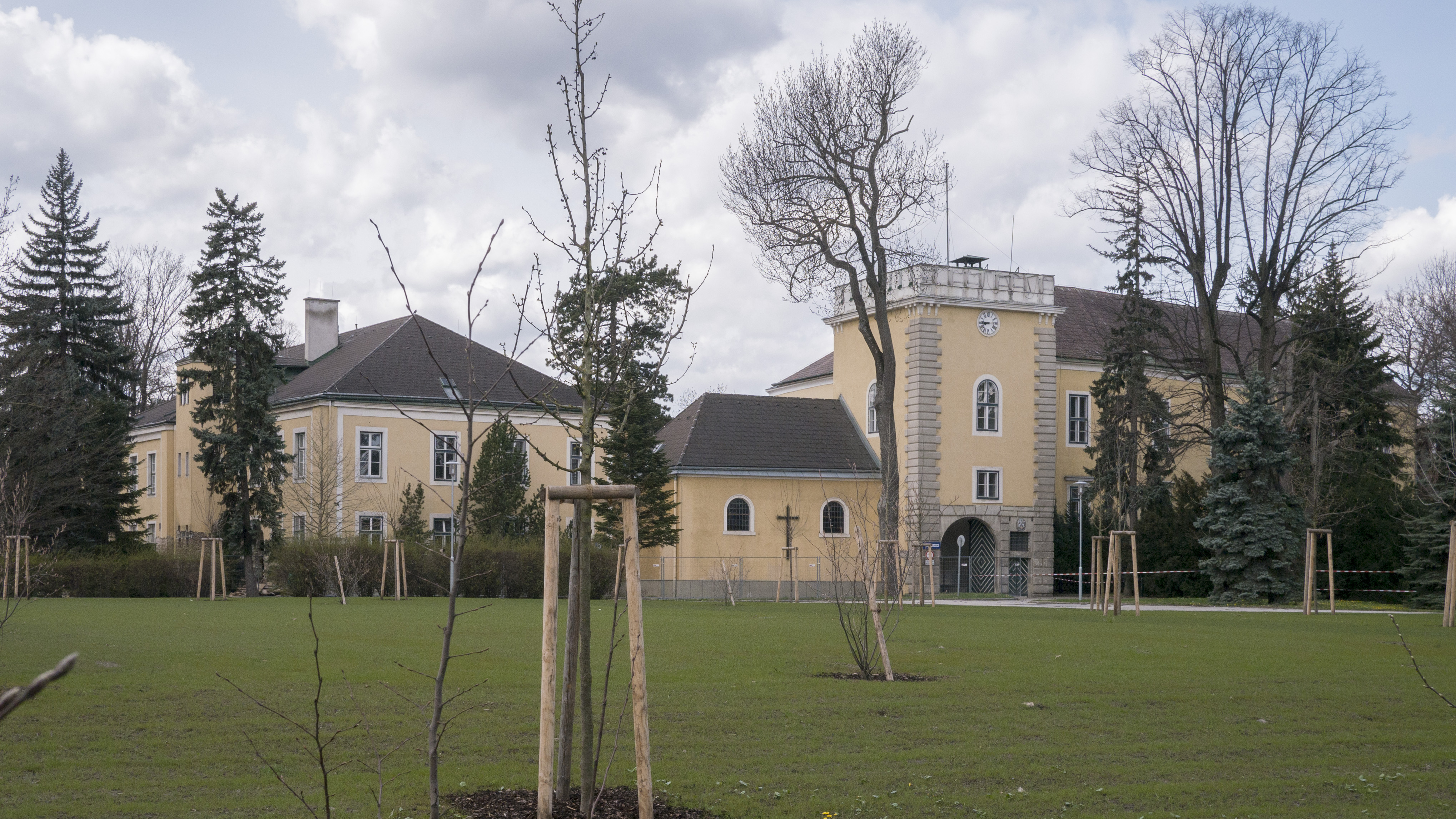
Schloss Liesing

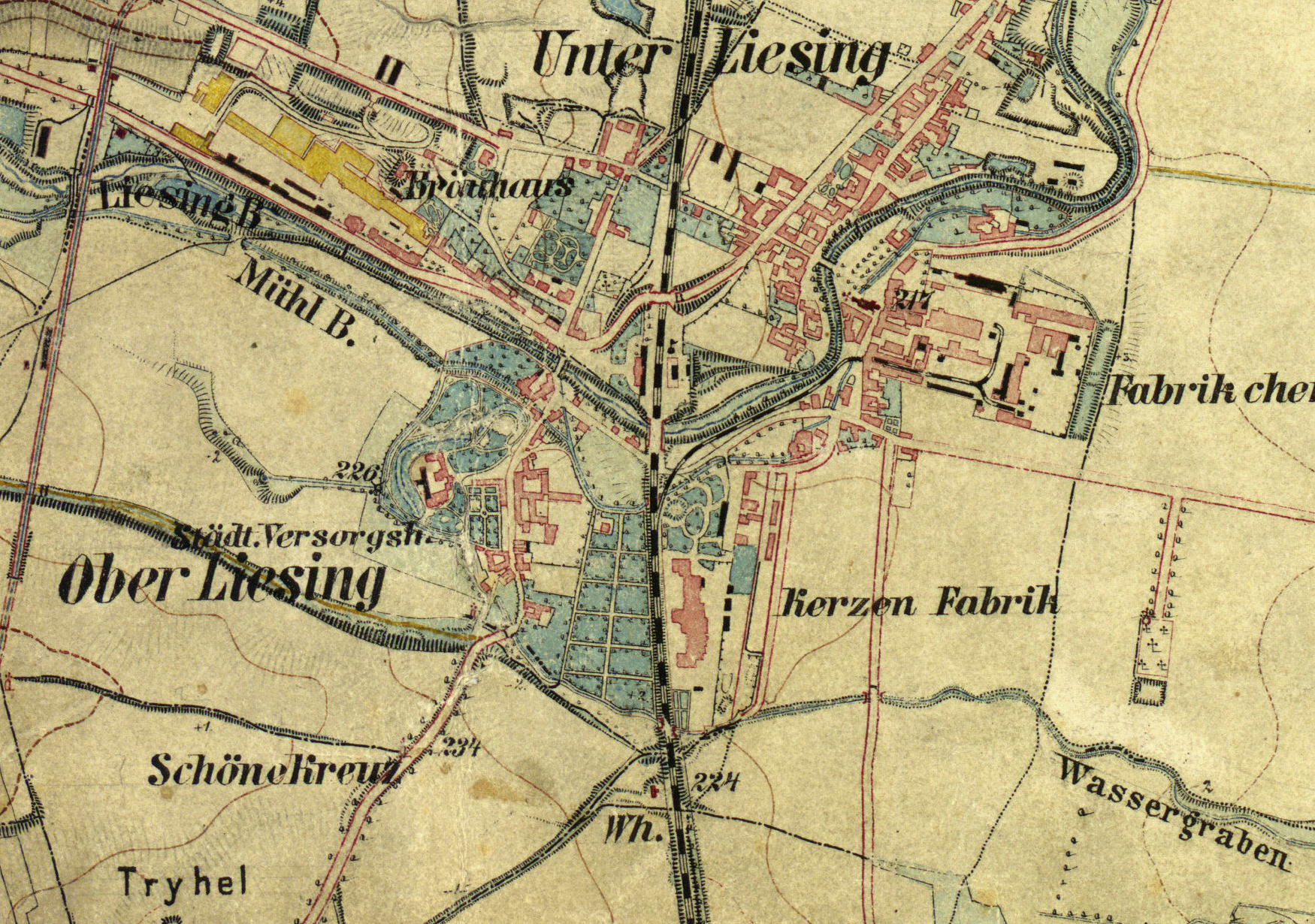
Bereits als „städtisches Versorgungsheim“ – Schloss Liesing (Mitte links) um 1872 in Ober-Liesing, noch mit der Lage der alten Wasserläufe um das Schloss

Das Schloss Liesing liegt im 23. Wiener Gemeindebezirk Liesing an der Perchtoldsdorfer Straße 6. Es ist von einer großen Parkanlage umgeben. Das einstige Wasserschloss ist nicht zur Gänze erhalten geblieben.

## Geschichte
Das Schloss Liesing wurde bereits im Jahre 1387 erstmals als Gutshof, der den Namen „Hausgraben“ oder „Auhof“ trug, urkundlich erwähnt. In den Jahren 1415 bis 1435 war es im Besitz des örtlichen Richters Georg Zeitlas und gehörte anschließend dem Pfarrer Andreas Plank von Gars, den späteren Kanzler Albrechts II. Dieser schenkte den Gutshof an das Wiener Dorotheerkloster. Die beiden Türkenbelagerungen 1529 und 1683 zogen das Gut schwer in Mitleidenschaft. Während der Zweiten Wiener Türkenbelagerung wurde es nahezu völlig zerstört. Einer Sage nach blieb nur der sich im Schlosspark befindliche Haselnussbaum verschont. Diese Sage wurde auch Vorbild für das Liesinger Wappen, das einen dreiblättrigen Haselnusszweig mit vier Früchten über einem lodernden Feuer und der Jahreszahl 1683 zeigt.
Der Gutshof wurde bald darauf wieder aufgebaut. Sein Wassergraben und der mit ihm verbundene Abfluss über das Gebiet der Ketzergasse wird als Indiz dafür gewertet, dass es zwischen dem Tal des Liesing- und des Petersbaches eine Wasserverbindung gab. Es wird vermutet, dass diese Verbindung künstlich angelegt wurde. Da der Lauf des Liesingbaches östlich von Liesing einen deutlichen Schwenk nach Norden macht, ist es aber auch nicht ausgeschlossen, dass dieser Bach früher (vor einer Verlagerung) geradeaus weiter nach Osten floss und dieser alte Wasserlauf die Befestigungsanlage des Hausgrabens und danach (über den auf alten Landkarten eingezeichneten Wassergraben, der auch Aubach genannt wurde) weiter den Lauf des heutigen Petersbaches speiste.
Zu Beginn des 18. Jahrhunderts wurde der Bau zum Schloss ausgebaut, in dem vermutlich auch Kaiser Karl VI. abstieg. Nachdem das nunmalige Schloss wieder von der Kirche abgegeben wurde, erwarb Joseph von Kurzböck im Jahr 1789 aus dem Religionsfonds die Herrschaft Ober- und Unterliesing samt Schloss Liesing. Kurzböck ließ am Schlossgelände zwischen Ost- und Südtrakt eine Kapelle errichten. Bereits 1795 trennte sich die Familie von Kurzböck wieder vom Schloss Liesing, es gehört dann laut Grundbuch Nicolaus Freiherr Weiß von Felzt. In Folge wechselten häufig die Eigentümer, bis es 1832 an den Hofjuwelier Valentin von Mack kam. Seine Nachkommen gingen mit dem Unternehmen jedoch in Konkurs und verkauften das Schloss schließlich 1848 an Moriz Mandeles, der versuchte, das Anwesen zu vermieten. Eine Salmiak-Fabrik im Schloss wird als das erste bekannte Industrieunternehmen im Gebiet angesehen. Zeitweise war hier um 1857 eine Pflege- und Erziehungsanstalt für geistig behinderte Kinder untergebracht. Friedrich, der Sohn von Moriz Mandeles, musste das Schloss Liesing schließlich 1876 aus Geldmangel an die Gemeinde Wien verkaufen. Diese gestaltete das Schloss in ein Altersheim um.
Vom 12. Oktober 1924 bis zum 5. September 1925 bildete das Schloss Liesing mit seinen Grundstücken eine Ortsgemeinde Neu-Liesing.
Ab 2006 wurde der Standort des Schlosses tiefgreifend umgestaltet. Dies beruhte auf einer Empfehlung der Bewertungskommission der Stadt Wien nach einem öffentlichen Verhandlungsverfahren vom 21. April 2006.  Ergebnis war die Sanierung des Schlosses und der Neubau des Pflegewohnhauses Liesing nach Plänen des Architekturbüros Johannes Kaufmann, Bammer, Riepl & Riepl aus Vorarlberg, weiters die Generalübernahme der Pflegewohnhauserrichtung sowie die Veräußerung des Schlosses an die ARWAG Holding-AG. In den Jahren 2009 bis 2012 wurde für 67 Millionen € in einiger Distanz zum Schloss im Schlosspark das Pflegewohnhaus Liesing errichtet, das etwa ein Drittel der Parkfläche beansprucht. Bei Bauarbeiten wurde eine historische Mauer gefunden, aber durch die Bauarbeit zerstört. Sie lag 4–5 m tief und erstreckte sich auf 50 m. Der Standort des Pflegeheims und der Schlosspark verblieben im Eigentum der Stadt Wien.
Das Schloss Liesing befindet sich seit August 2013 im Eigentum der MIGRA Gemeinnützige Wohnungsges.m.b.H., einem Schwesterunternehmen der ARWAG, die es denkmalschutzkonform bis 2018 sanierte. Im Flügel aus dem Frühbarock ist eine Musikschule der Stadt Wien eingerichtet. In den Trakten aus dem Spätbarock gibt es 23 geförderte Mietwohnungen. Ein Anbau am Wassergraben, der teilweise Zubauten aus dem 20. Jahrhundert ersetzt, enthält zusätzlich 12 frei finanzierte Eigentumswohnungen, die sukzessive an Privatpersonen verkauft wurden. Wege und Leitungsrechte über das Parkgebiet um das Schloss sind durch Servitutseintragungen abgesichert.
Im Juli 2006 war eine Bürgerinitiative „Rettet den Liesinger Schlosspark“ mit der Absicht gegründet worden, den ganzen Park rund um das Schloss zu retten. Sie konnte sich nicht in allem durchsetzen. Als teilweiser Ausgleich der durch das Pflegewohnhaus verbauten Fläche wurde allerdings ein großes gründerzeitliches, nicht mehr dem Zweck entsprechendes Pflegegebäude an der Perchtoldsdorfer Straße ersatzlos abgetragen und dessen Standfläche begrünt. Die Parkanlage ist nun im Gegensatz zu früher für die Öffentlichkeit zugänglich.